# Culicoides octosignatus
Culicoides octosignatus är en tvåvingeart som beskrevs av Jean-Jacques Kieffer 1921. Culicoides octosignatus ingår i släktet Culicoides och familjen svidknott.
Artens utbredningsområde är Kongo. Inga underarter finns listade i Catalogue of Life.